# 2010 FIFAワールドカップ・大陸間プレーオフ・北中米カリブ海対南米
このページは2010 FIFAワールドカップ・大陸間プレーオフのCONCACAF対CONMEBOL戦の結果をまとめたものである。

## 概要
北中米カリブ海4次予選4位であるコスタリカ代表と南米予選5位であるウルグアイ代表が2010 FIFAワールドカップ本戦の出場権1枠を巡って争った。
組み合わせ抽選は2009年6月2日にバハマのナッソーで行われた総会で行われた。ホーム・アンド・アウェー方式で2009年11月14日と同年11月18日に行われた。

## 結果
| 2009年11月14日 20:00 UTC–6 |

| コスタリカ | 0–1      | ウルグアイ    |
|            | (Report) | ルガーノ 21分 |

| エステディオ・リカルド・サプリッサ・アイマ（サンホセ） 観客数: 19,500 主審: アルベルト・ウンディアーノ (スペイン) |

| 2009年11月1日 21:00 UTC-2 |

| ウルグアイ    | 1–1      | コスタリカ    |
| アブレウ 70分 | (Report) | センテノ 74分 |

| エスタディオ・センテナリオ（モンテビデオ） 観客数: 55,000 主審: マッシモ・ブサッカ (スイス) |